# Condado de Gerena
El condado de Gerena es un título nobiliario español creado por el rey Felipe IV el 10 de octubre de 1650, con el vizcondado previo de Ursúa, a favor de Pedro de Ursúa y Arizmendi, almirante general de la guardia y Carrera de Indias y general de la flota de Nueva España. Su nombre se refiere al municipio andaluz de Gerena, en la provincia de Sevilla.

## Condes de Gerena
- Pedro de Ursúa y Arizmendi (24 de julio de 1588-1657) , I conde de Gerena,[3] hijo de Miguel de Arizmendi y de María de Ursua.

Se casó con Adriana de Egües y Beaumont, hija de Martín de Egüés y Beaumont, del consejo de Indias, presidente de Charcas, y de su esposa Ana Verdugo de la Cueva.
- Miguel Manuel de Ursúa y Egües,[3] II conde de Gerena.[4]

Se casó en 1676 con Ana María Lasso de la Vega.
- Adriana de Ursúa y Lasso de la Vega, III condesa de Gerena.

- Ana María de Ursúa y Lasso de la Vega, IV condesa de Gerena.[5]

Contrajo matrimonio el 29 de agosto de 1700 con Luis de Bucarelli y Henestrosa, II marqués de Vallehermoso.  Le sucedió su nieta, hija de José Francisco Bucarelli y Ursúa, III marqués de Vallehermoso, y de su esposa Ana de Baeza Vicentelo y Manrique, hija de Luis Ignacio de Baeza Manrique de Lara, III marqués de Castromonte, y de su esposa María Teresa Vicentelo Leca y Silva.
- Juana Antonia de Bucarelli y de Baeza (1739-13 de septiembre de 1810),[5] V condesa de Gerena y IV marquesa de Vallehermoso.[6]

Se casó en 22 de mayo de 1757 con su tío carnal Nicolás Manuel de Bucarelli y Ursúa (1714-1798), capitán general de los Reales Ejércitos y de la Costa del Reino de Granada, caballero de la Orden de Santiago, Gran Cruz de Carlos III y maestrante de Sevilla, a quien el rey Carlos IV por Real Decreto del 12 de noviembre de 1789, le concedió la Grandeza de España por estar casado con su sobrina, la IV marquesa de Vallehermoso. Le sucedió su hijo:
- Luis de Bucarelli y Bucarelli (1761-1794), VI conde de Gerena por cesión de su madre.[6][1]  No llegó a ostentar el título de marqués de Vallehermoso por haber fallecido antes que su progenitora.[6]

Se casó con María del Rosario de Silva Cebrián y Fernández de Miranda, VII condesa de Fuenclara, que después de enviudar contrajo un segundo matrimonio con José Miguel de Carvajal-Vargas y Manrique de Lara, II duque de San Carlos. Le sucedió su hija:
- María del Pilar de Bucarelli y Silva (Sevilla, 1789-11 de julio de 1828), VII condesa de Gerena,[6][1], V marquesa de Vallehermoso,[5], VIII condesa de Fuenclara,[1] duquesa de Arenberg,[1]  X marquesa de Taracena y XI condesa de Tahalú.

Contrajo matrimonio en Madrid en 16 de mayo de 1805 con Juan Bautista de Queralt y Silva, VIII conde de Santa Coloma, VI marqués de Besora, X marqués de Gramosa, VI marqués de Albolote, VI marqués de Alconchel, XIV marqués de Lanzarote, X marqués de Albaserrada, XVIII conde de Cifuentes, VII conde de la Cueva, VII conde de la Rivera. Le sucedió su hijo:
- Juan Bautista de Queralt y Bucarelli (Sevilla, 8 de octubre de 1814-Biarritz, 17 de abril de 1873), VIII conde de Gerena,[8] VI marqués de Vallehermoso,[5][6] XI conde de las Amayuelas, IX conde de Santa Coloma, VII marqués de Albolote, VII marqués de Besora, XI marqués de Gramosa, VII marqués de Alconchel,[8] XV marqués de Lanzarote, XI marqués de Albaserrada, VIII conde de la Cueva, XVII conde de Cifuentes, VIII conde de la Rivera, VII marqués de Valdecarzana, XVII marqués de Cañete, XIV marqués de Taracena, XI conde de Escalante, XVII conde de Tahalú, XII conde de Villamor.

Se casó en Madrid en 1835 con María Dominga Bernaldo de Quirós y Colón de Larreátegui, dama noble de la Orden de María Luisa, hija de Antonio Bernaldo de Quirós y Rodríguez de los Ríos, VI marqués de Monreal, marqués de Santiago, VI marqués de la Cimada y de Hipólita Colón de Larreátegui y Baquedano, hija del XII duque de Veragua. Cedió el título a su hijo en 1865:
- Hipólito de Queralt y Bernaldo de Quirós (1841-12 de junio de 1877), IX conde de Gerena,[8] VII marqués de Vallehermoso,[5][6] XI conde de las Amayuelas, X conde de Santa Coloma, VIII marqués de Besora, XII marqués de Gramosa, VIII marqués de Alconchel,[8]  XVI marqués de Lanzarote, XII marqués de Albaserrada, IX conde de la Cueva, IX conde de la Rivera, VIII marqués de Valdecarzana, XVIII marqués de Cañete, XV marqués de Taracena, XII conde de Escalante, XVIII conde de Tahalú y  XIII conde de Villamor.

Contrajo matrimonio en Madrid en 1866 con Elvira Fernández-Maquieira y Oyanguren, hija de Remigio Fernández-Maquieira y de Frexia María de la O de Oyanguren y Squella. Le sucedió su hijo:
- Enrique de Queralt y Fernández-Maquieira (Madrid, 13 de julio de 1867-13 de enero de 1833), X conde de Gerena,[8] VIII marqués de Vallehermoso,[5][6] XVII marqués de Lanzarote,  XII conde de las Amayuelas, XIII marqués de Gramosa, IX marqués de Alconchel,[8]  XI Conde de Santa Coloma,  IX marqués de Valdecarzana, XIX marqués de Cañete, XVI marqués de Taracena, XIII conde de Escalante, XIX conde de Tahalú, XIV conde de Villamor, X conde de la Cueva, X conde de la Rivera, vizconde de Certera, vizconde del Infantado.

Se casó en 1909 con Brígida Gil-Delgado y Olazábal, hija de Carlos Gil-Delgado y Tacón y de Brígida de Olazábal y González de Castejón, II marquesa de Berna. Le sucedió su hijo:
- Enrique de Queralt y Gil Delgado (1910-11 de abril de 1992), XI conde de Gerena, IX marqués de Vallehermoso,[5][6] XVIII marqués de Lanzarote, XII conde de Santa Coloma, XIV marqués de Gramosa, XX marqués de Cañete, X marqués de Alconchel,[8]  XIII conde de las Amayuelas, XIV conde de Escalante, XX conde de Tahalú, XV conde de Villamor, X conde de Gerena, XI conde de la Cueva y XI conde de la Rivera.

Se casó en 1833 con María Victoria de  Chávarri y Poveda, hija de Víctor Chávarri y Anduiza, I marqués de Triano, y de María Josefa de Poveda y Echagüe.
- Alfonso de Queralt y Gil-Delgado (Madrid, 29 de septiembre de 1912-ibidem, 5 de agosto de 1980), XII conde de Gerena por cesión de su hermano en 1951.[10]

Se casó con María Elisa Bauza y Rodríguez.  Le sucedió su hija:
- María Marta de Queralt y Bauzá (Madrid, 11 de abril de 1945-), XIII condesa de Gerena desde 1981.[10]

Se casó en Madrid en 1990 con Dimas Olivera Infantozzi, sin descendencia.